# Roloplan

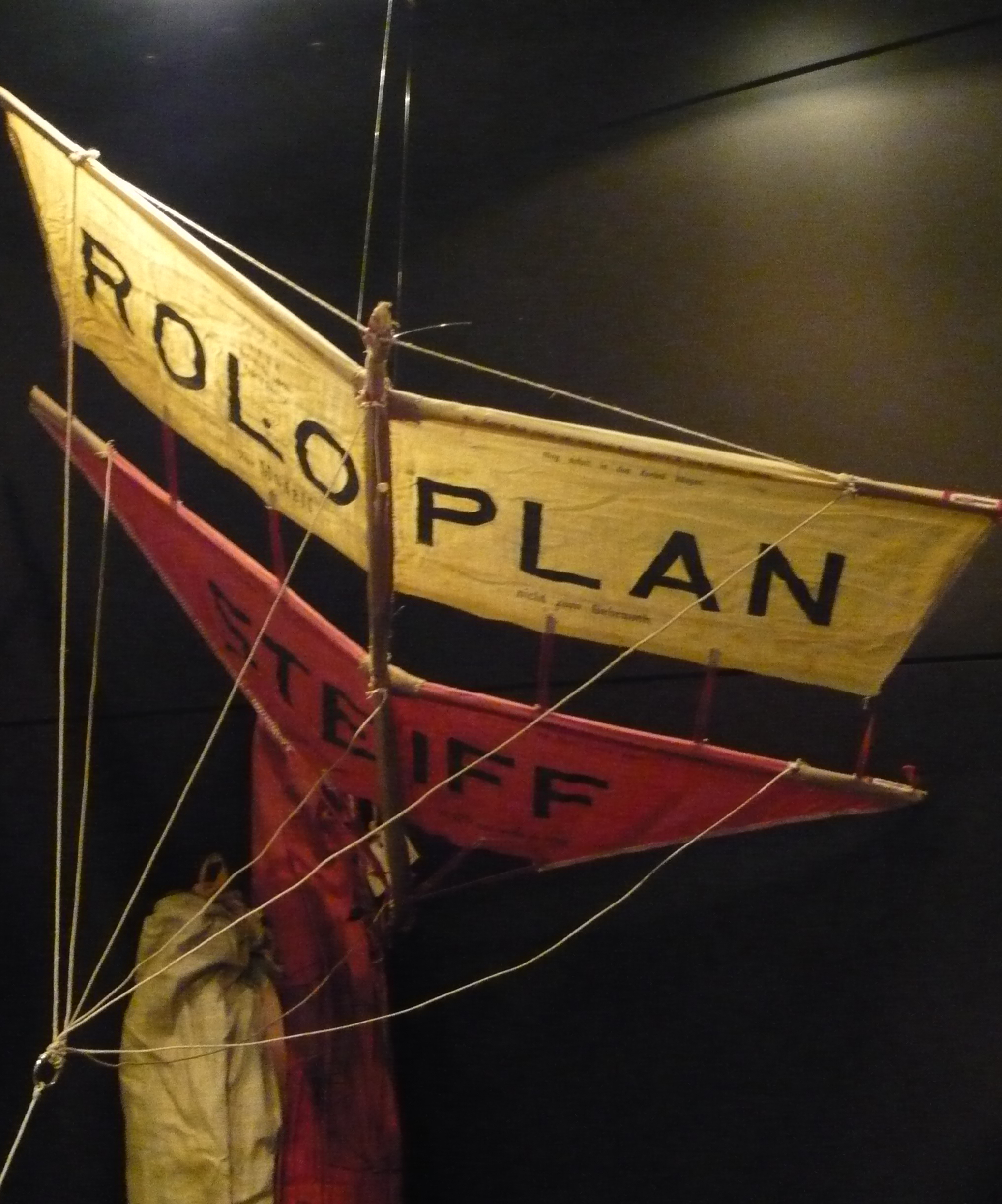
Roloplan in der Welt von Steiff Giengen

Der Roloplan ist ein von Richard Steiff konstruierter Drachen.
Nachdem er fasziniert z. B. die Experimente des Grafen Zeppelin in Friedrichshafen verfolgt hatte, konstruierte Richard Steiff im Jahr 1908 seinen ersten zusammenlegbaren, schwanzlosen Stoffdrachen, den er seiner Tante, Margarete Steiff, kurz vor deren Tod noch präsentieren konnte. 1909 wurde dieser Drachen unter dem Namen Roloplan registriert; es handelte sich dabei um ein Modell mit Tonkinstützen und einem Stoffschlauch statt einer Stabilisierungsfläche. Den Namen Roloplan sicherte sich Steiff allerdings auch als Warenzeichen für Luftfahrzeuge aller Art; obwohl das erste Modell „für Sport und Spiel“ auf den Markt gebracht wurde, wurden Steiffs Drachen auch schnell für andere Zwecke verwendet. Sie konnten mühelos Schlitten ziehen und Körbe mit Personen in der Luft halten, und, was vielleicht eine sinnvollere und jedenfalls populärere Anwendung war: Sie konnten eine Kamera transportieren, so dass erstmals Luftaufnahmen für „jedermann“ – vor dem Ersten Weltkrieg kostete ein Roloplan zwischen 10 und 33 Mark – möglich waren. Richard Steiff entwickelte hierfür ein Spezialstativ und einen Fernauslöser, der mittels Seilzug funktionierte. Für Firmen war der Roloplan dagegen als Werbeträger interessant, und die Flugabwehr benutzte ihn als Zielobjekt für Schießübungen.
Produktionszeiten und Produktionszahlen der einzelnen Drachengrößen sind in einer aus Rheine stammenden Webseite bis ins Detail aufgeführt. Im Roloplan-Archiv in Bremen sind jedoch keine Zahlen darüber zu finden.